# Abraham Louis Breguet
Abraham Louis Breguet (Neuchâtel, 10 de janeiro de 1747 — Paris, 17 de setembro de 1823) foi um relojoeiro suíço.

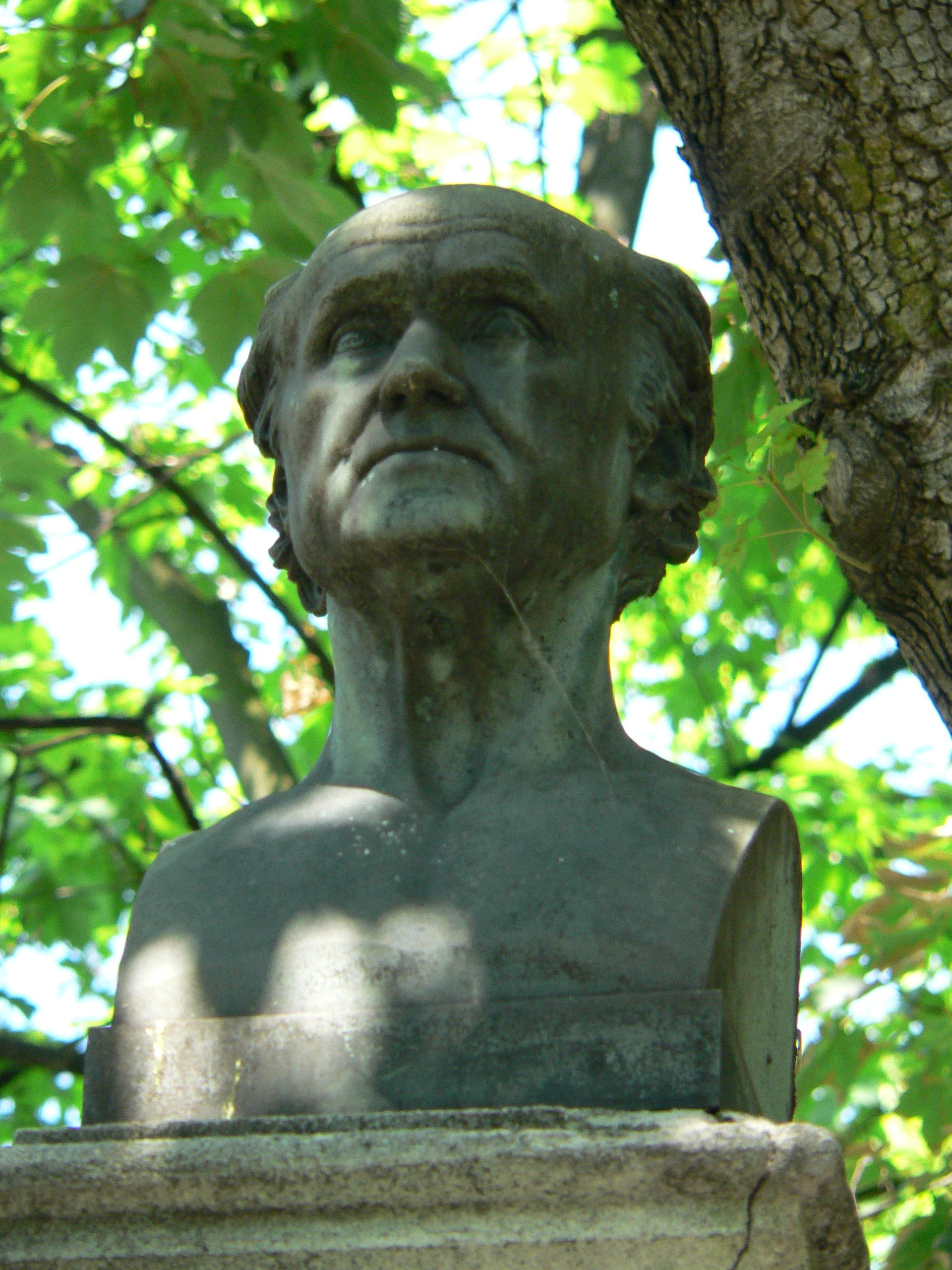
Busto de Abraham Louis Breguet no Cemitério do Père-Lachaise